# بریگیته پترونیو
بریگیته پترونیو (ایتالیایی: Brigitte Petronio؛ زادهٔ ۱۹۵۸) بازیگر اهل ایتالیا است.
از فیلم‌هایی که وی در آن‌ها نقش داشته است، می‌توان به یک هفته کنار دریا، شهر زنان، سکس شاپ خیابان هفتم، دختر دبیرستانی در کلاس رفوزه‌ها، هم‌کلاسی، مرد لاتینو… تحت تعقیب، امانوئل – خشونت علیه زنان چرا؟ و دیو و دلبر اشاره نمود.